# 沙普利斯279
沙普利斯279（也稱為S279或Sh2-279）是一個H II區和明亮的星雲，還包含幾個在獵戶座的反射星雲。它在被稱為獵戶之劍星群的最北方，在獵戶座大星雲北方0.6°。嵌入其中的反射星雲被稱為跑者星雲。
Sh2-279包括被較暗的模糊區域分隔的三個NGC星雲："NGC 1973"、"NGC 1975"、和"NGC 1977"。其中最亮的星雲是威廉·赫歇爾於1786年發現的，後來被列為NGC 1977；包括旁邊的疏散星團NGC 1981，也是他發現的。他將其編目為"H V 30"並描述為"！！獵戶座42和星雲"。另兩個較小的反射星雲首先被德國天文學家羅雷爾·路德威·德亞瑞司特注意到：NGC 1973在1862年，NGC 1975在1864年。這三個星雲都在1888年被列入NGC天體表。NGC 1977這個名稱在各種來源中用於獵戶座42（反射星雲的東南部）、整個反射星雲（包括NGC 1973和NGC 1975）或整個星雲複合體。
《獵戶之劍》中的整個區域後來也被編入獵戶座1c。在1966年，van den Bergh將包括Sh2-279在內的反射星雲的弱聚類區分為"獵戶座 R2"。出現在沙普利斯亮星雲表中的每個反射星雲]]首先在帕洛瑪天文台巡天的藍色乾板上被識別出來，然後在紅色乾板進行雙重檢查，以消除可能的乾板故障。Van den Berg發現，在獵戶座大星雲周圍有大量新的金牛T星，並逐漸變細地接近與進入Sh2-279的尾巴。
跑者星雲（Running Man Nebula）因為它靠近獵戶座星雲，並且附近有許多引導星，所以是業餘天文攝影的熱門目標。儘管中、小口的望遠鏡可以看見反射星雲本身，但跑者的輪廓主要出現在照片中，通過光學望遠鏡很難從視覺上感知。

## 電離源
整個反射星雲區域可能被一顆名為獵戶座C，獵戶座42或HD 37018的熾熱年輕恆星（YSO，hot young star）激發。在NGC 1977，它看起來像一顆4.6等的恆星，距離Sh2-279的中心約3.8'(看影像盒。) 其他大質量恆星包括黃巨星獵戶座45和變星獵戶座KX。

## 在NGC 1977的電離原行星盤
2012年，哈伯太空望遠鏡在NGC 1977發現一個電離原行星盤的候選者。該物體顯示出彎曲的原恆星噴流和可能電離的前緣正面朝向獵戶座42，這表明它是一個電離原行星盤。2016年，一組天文學家用哈伯太空望遠鏡發現了六個電離原行星盤，用史匹哲太空望遠鏡發現了一個。電離原行星盤指向該地區紫外線輻射的主要來源：B型的獵戶座42。這種紫外線是來自光致蒸發的原行星盤，獵戶座42的恆星風正在將氣體塑造成彗尾的形狀。電離原行星盤最初是在獵戶座大星雲中大量發現，但在那裡負責光致蒸發的紫外線源是O型的獵戶座θ1C。獵戶座42是B型恆星負責光致蒸發的第一個實例。
NGC 1977中的所有電離原行星盤都位於獵戶座42的0.3秒差距內，其中兩個已經從哈伯的圖像中解析出中心源，這可能是半徑約為70和48天文單位的圓盤。
NGC 1977也包括年輕的恆星Parengo 2042(P2042)。

## 圖集

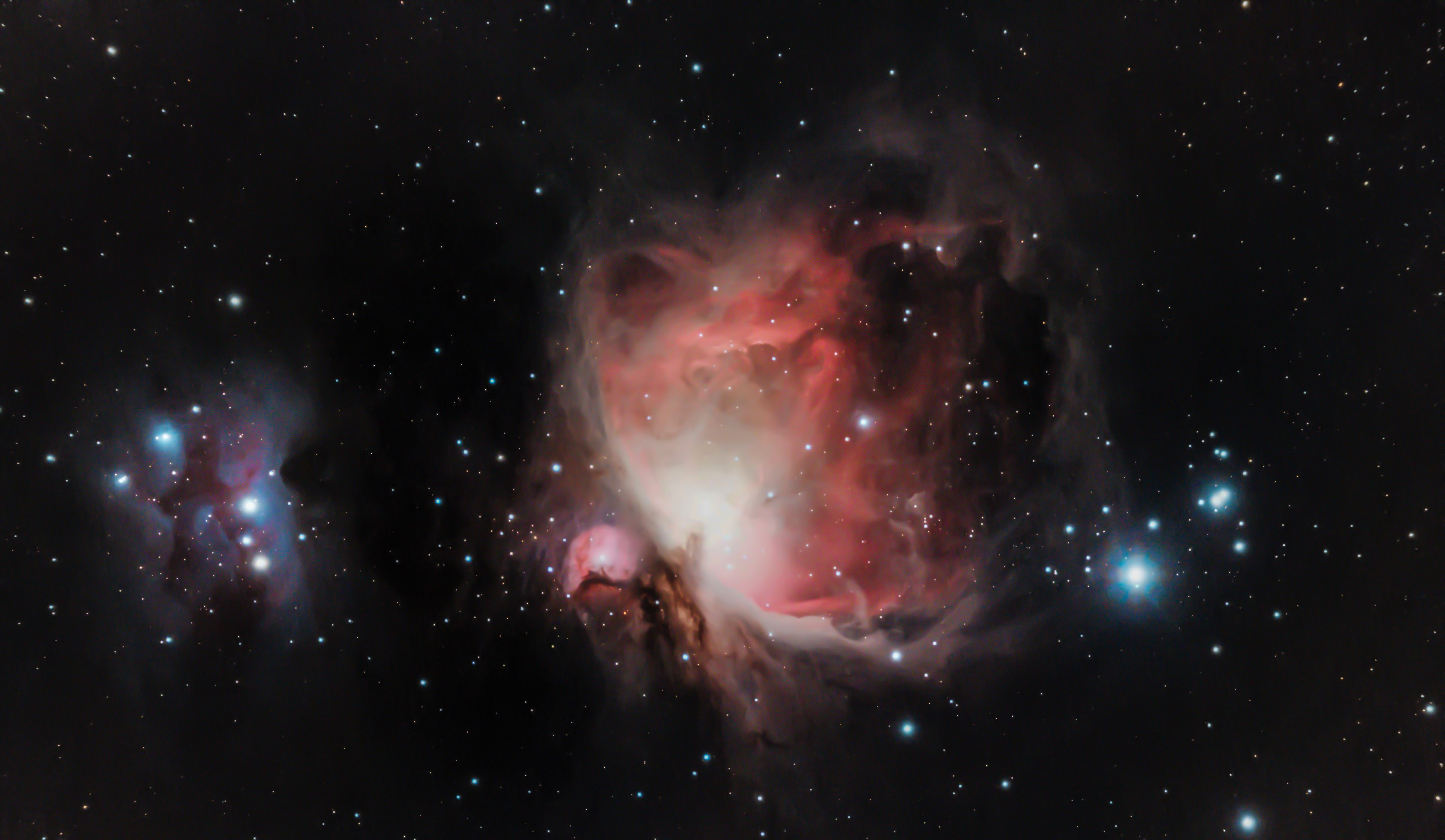
跑者星雲的圖像及其與獵戶座星雲的接近程度。
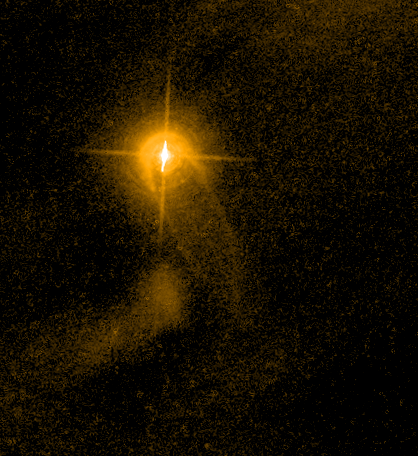
這是哈伯太空望遠鏡在NGC 1977看到的電離原行星盤中最大的一個。
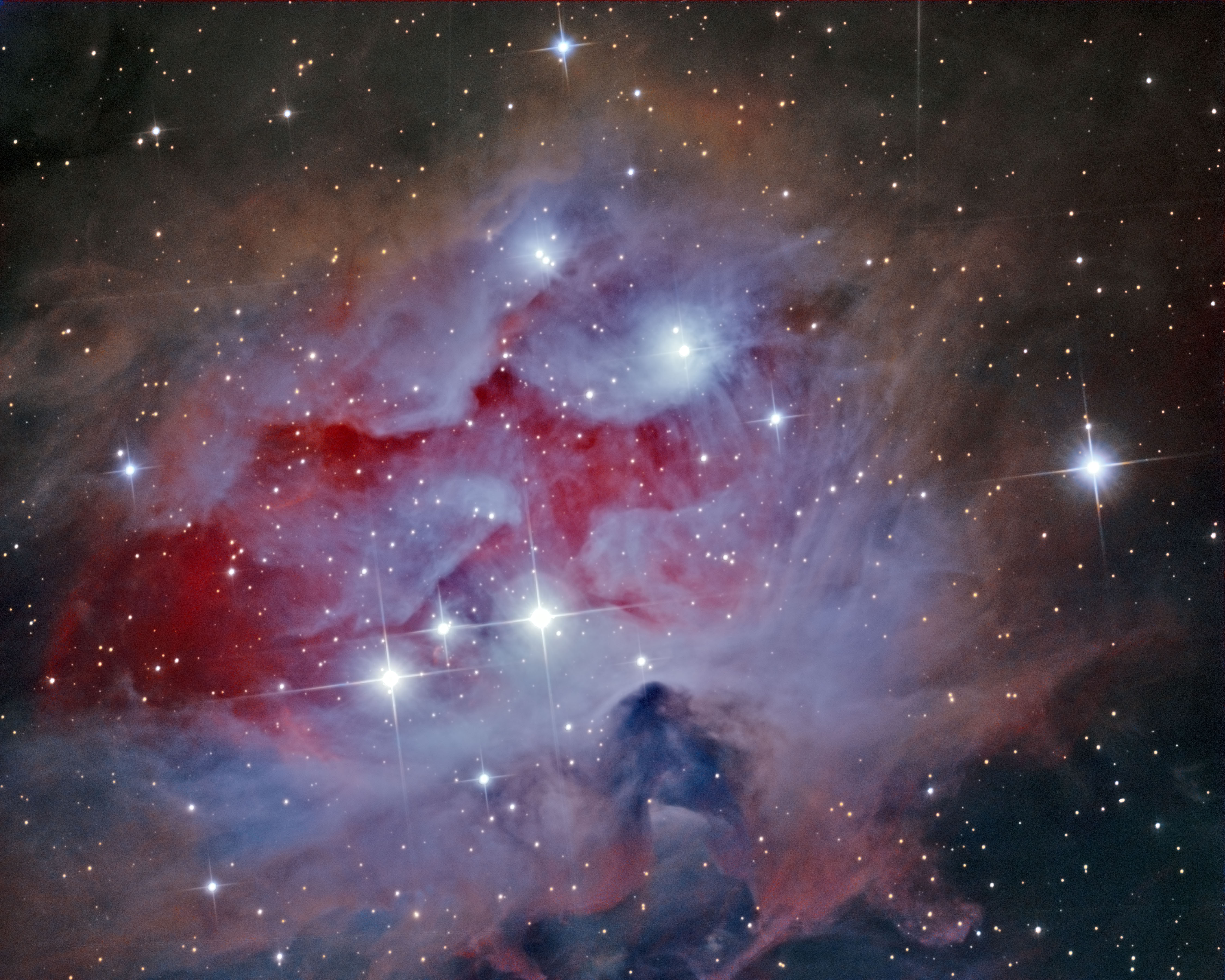
W4SM使用平面波CDK在維吉尼亞州的露易莎看到的NGC 1977。

## 外部連結
- NASA Astronomy Picture of the Day: Reflections on the 1970s (2 October 2003)
- Sharpless 279 at Galaxymap （页面存档备份，存于）
- HaLRGB image based on 190 minutes total exposure （页面存档备份，存于）

Template:NGC20